# Factispécie
A factispécie (português europeu) ou fatispécie (português brasileiro) (do latim «facti species», "aparência de facto", no sentido de facto ideado ou de situação-tipo hipotisada), no âmbito jurídico, é a situação concreta prefigurada numa norma jurídica, ou parte dela, na qual estão descritas as condições fácticas que, uma vez verificadas, tornam a norma aplicável. O complexo de normas que regulam uma mesma factispécie constitui um "instituto jurídico".

«A factispécie corresponde exactamente aos factos que, sendo subsumíveis à previsão de uma determinada norma jurídica, permitem a produção dos efeitos jurídicos que nela se estatuem.»

## Anatomia das normas jurídicas
As normas são cindíveis em duas partes:
1. A parte descritiva da norma, em que se prefigura a situação-tipo, isto é, os factos ou situações juridicamente relevantes sobre os quais a norma se debruça, a qual pode dar pelos nomes de: factispécie; pressupostos; suporte-fáctico; facto-tipo; previsão legal; situação-tipo; hipótese-legal;[4]
2. A parte prescritiva da norma, em que se estipula as consequências jurídicas que advém sempre que se verificarem, no caso concreto, as condições fácticas previstas na factispécie, a que se sói designar estatuição; dispositivo legal; preceito legal; consequência jurídica; efeito legal;[4]

### Composição do mecanismo jurídico
O mecanismo jurídico deve dividir-se em três fases: a situação jurídica inicial; o facto material e a situação jurídica final. 
Quer com isto dizer-se que (i) existe uma determinada situação jurídica (inicial) e que (ii) sobre ela há-de incidir um qualquer facto material, que a há-de alterar. Dessa alteração, resulta (iii) uma situação jurídica final, diferente da inicial por se haverem alterado determinados elementos materiais através da incidência de um qualquer facto. A factispécie da norma é constituída pelas duas primeiras fases:  a situação jurídica sobre a qual atua um facto material.